# Sagan om herr Aziz
Sagan om herr Aziz är en roman av den turkiska författaren Ayfer Tunç. Den släpptes ursprungligen på turkiska med originaltiteln Aziz Bey Hadisesi 2000, och kom i svensk översättning av Mats Müllern år 2000. Romanen har blivit mycket uppmärksammad i Turkiet.
| ”                   | Liksom solsken långsamt blir till skugga och dag oförklarligt blir till kväll hade herr Aziz glädje vänts till sorg. Hans förflutna bekymrade honom. Han hade alltid gått rak i ryggen och hållit näsan högt. På något annat sätt hade han aldrig levat, men när han den kvällen betraktade Gyllene hornets grumliga vatten insåg han att han bara inbillat sig att det var så han levat; med näsan högt. Ack, vad han bedrog sig. Han insåg att livet helt och hållet var en illusion. | „ |
| – Citat ur romanen. | |   |